# クリスティ・ヨン
クリスティ・ヨン（または、クリスティ・ヤン、中国名は楊恭如）は、中国上海出身で香港を中心に活動する女優。身長169cm、血液型はA型、未婚。11歳の時家族と共に移住したカナダの国籍を有する。
トロントのヨーク大学でアートビジネスを学んでいた1995年、母親の勧めで香港亜州電視（ATV）主催の『亜州小姐（ミス・アジア）コンテスト』に出場、グランプリを獲得しそのまま香港芸能界入り。日本でもヒットした『ラヴソング』（ピーター・チャン監督）でレオン・ライの妻役を演じ映画デビュー、清楚かつクラシックな美貌で瞬く間に人気スターとなった。
ATV専属女優としての4年間、同局製作の多数のテレビドラマに主演。テレビCMや雑誌広告のイメージキャラクターとしても活躍した。
近年は中国本土の作品にも積極的に出演している。

## 主な出演作品
日本公開（放映）済みもしくは日本語版ソフトを有する作品を記載。

### 映画
- ラヴソング (1996)
- BE MY BOY (1997)
- 風雲 ストームライダーズ (1998)
- ラッキー・ガイ (1998)
- ポートランド・ストリート・ブルース (1998) ※映画祭のみの上映
- レジェンド・オブ・ヒーロー/中華英雄 (1999)
- スー・チーin トラブル・セブン (2000)
- 特攻!BAD BOYS (2000)
- 決戦・紫禁城 (2000)
- 拳神 KENSHIN (2001)
- ゴッド・ギャンブラー ビギンズ (2003)

### テレビドラマ
- 新楚留香(2001)
- 再見 (2004)
- 大漢風 〜項羽と劉邦〜 (2004)
- 不死鳥の如く (2006)
- 謀りの後宮 (2013)